# Ichita Yamamoto
Ichita Yamamoto (山本一太, Yamamoto Ichita) és un polític japonés membre del Partit Liberal Democràtic i actual governador de la prefectura de Gunma des del 28 de juliol de 2019. Anteriorment ha estat membre de la Cambra de Consellers del Japó des de 1995 fins a 2019 i Ministre d'Estat per als Afers d'Okinawa i els Territoris del Nord del 2012 al 2014 dins del segon gabinet de Shinzo Abe. Ichita Yamamoto també té un vessant més desconegut com a cantant de rock, compositor i lletriste.

## Carrera
Procedent d'una família vinculada amb la política i amb el Partit Liberal Democràtic, Ichita Yamamoto va començar la seua carrera política a la Cambra de Consellers del Japó ocupant l'escó del seu recent difunt pare des de 1995 fins 2019, quan Ichita esdevingué governador de la seua prefectura natal. El seu pare havia estat alcalde de la vila de Kusatsu, d'on prové la família i posseïen un antic allotjament fundat per l'avi que entrà en fallida l'any 1989. El 26 de desembre de 2012 va ser nomenat pel Primer Ministre Abe com a Ministre d'Estat per als Afers d'Okinawa i els Territoris del Nord, càrrec al qual continuaria fins al 3 de setembre de 2014. L'any 2019 es presentà com a candidat independent però amb el suport del PLD i el Koumeitou a les eleccions a governador de la prefectura de Gunma per tal de substituir al governador, Masaaki Ōsawa, qui governava des de 2007 i havia anunciat que no es presentaria a la reelecció. Yamamoto va guanyar les eleccions sense grans dificultats, esdevenint així governador.